# Bódy Tivadar
Losonczi Dr. Bódy Tivadar Ede Ferenc (Pest, 1868. június 2. – Budapest, 1934. május 14.) magyar királyi udvari tanácsos, Budapest székesfőváros polgármestere, a magyar országgyűlés felsőházának tagja, a Budapesti Önkéntes Mentőegyesület alelnöke, a Hév és Nova Rt. vezérigazgatója.

## Életpályája

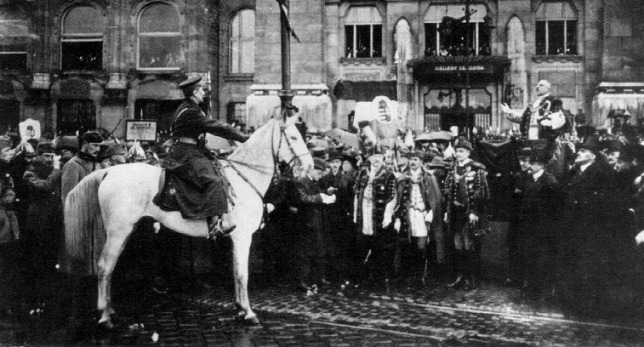
Bódy Tivadar fogadja a bevonuló Nemzeti Hadsereget a Székesfőváros nevében

Szülei: Baintner Imre ügyvéd és Bódy Olga voltak. 1886-ban mint joghallgató a főváros szolgálatába lépett. Jogi tanulmányai után 1891-től a Fővárosi Közmunkák Tanácsának tisztviselője volt. Később fővárosi tanácsjegyző (1893), elöljáró (1897) és tanácsnok (1906) lett. 1911–1918 között Budapest alpolgármestere, 1918–1920 között – a Tanácsköztársaság idejét kivéve – Budapest polgármestere volt. 1917-ben udvari tanácsosi címet kapott. 1920-ban nyugdíjba vonult. 1923-ban a Nova közlekedési és ipari Rt. elnök-igazgatója volt. 1925-ben bekapcsolódott a várospolitikába; az Egyesült Liberális Párt bizottságának tagja lett. 1926-ban Bárczy Istvánnal átlépett az Egységes Községi Polgári Pártba. 1927-ben a felsőház tagja lett. 1931-től a törvényhatósági bizottság örökös tagja.
Elsősorban pénzügyi kérdésekkel foglalkozott. Mellszobra a Sváb-hegyen, az Eötvös parkban áll (Lányi Dezső, 1936). Sírja a Fiumei úti sírkertben található.

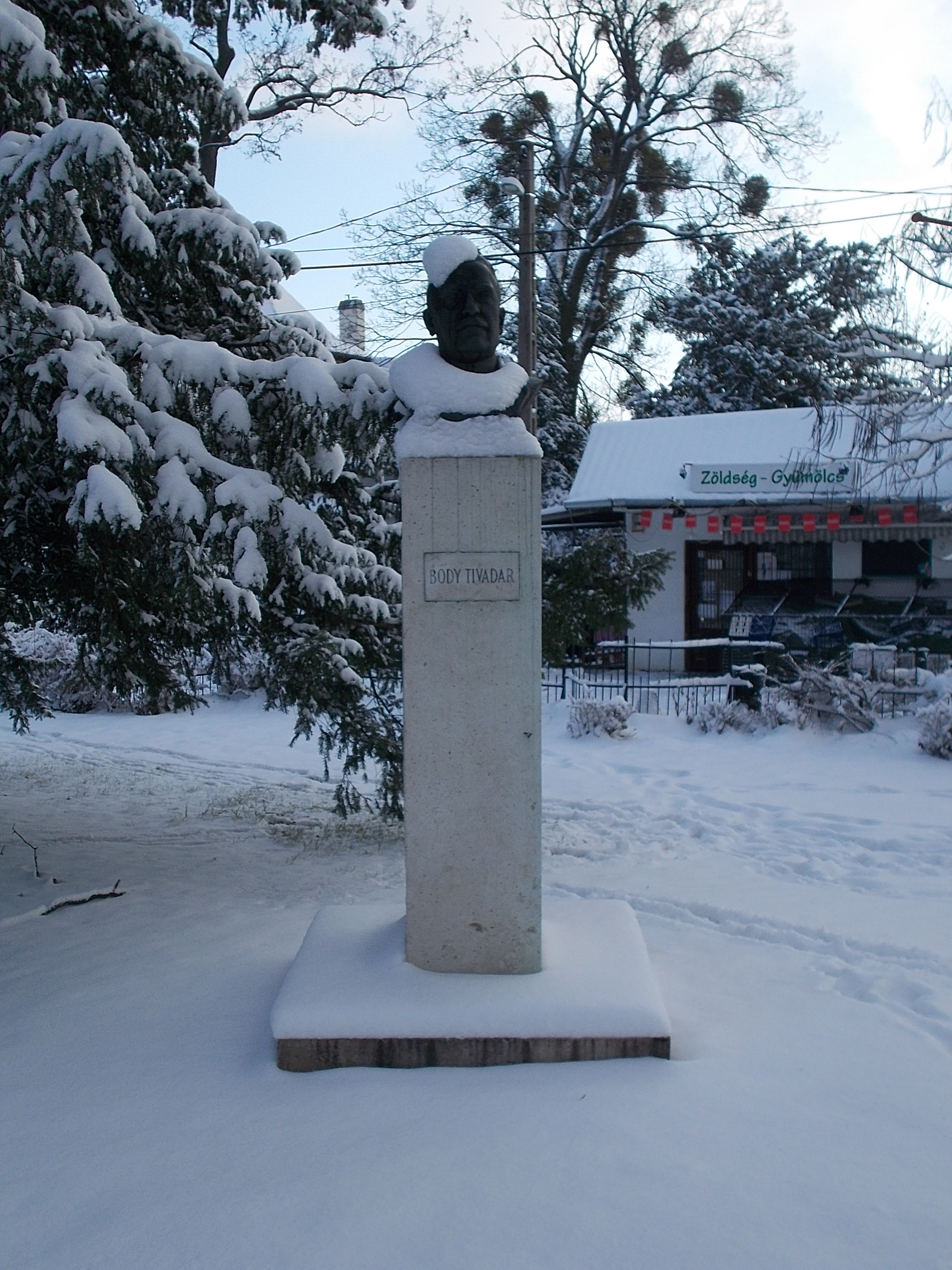
Bódy Tivadar-mellszobor. (Lányi Dezső, 1936). Budapest, XII. kerület, Svábhegy, Eötvös József park a Diana utca és a Szépkilátás út között

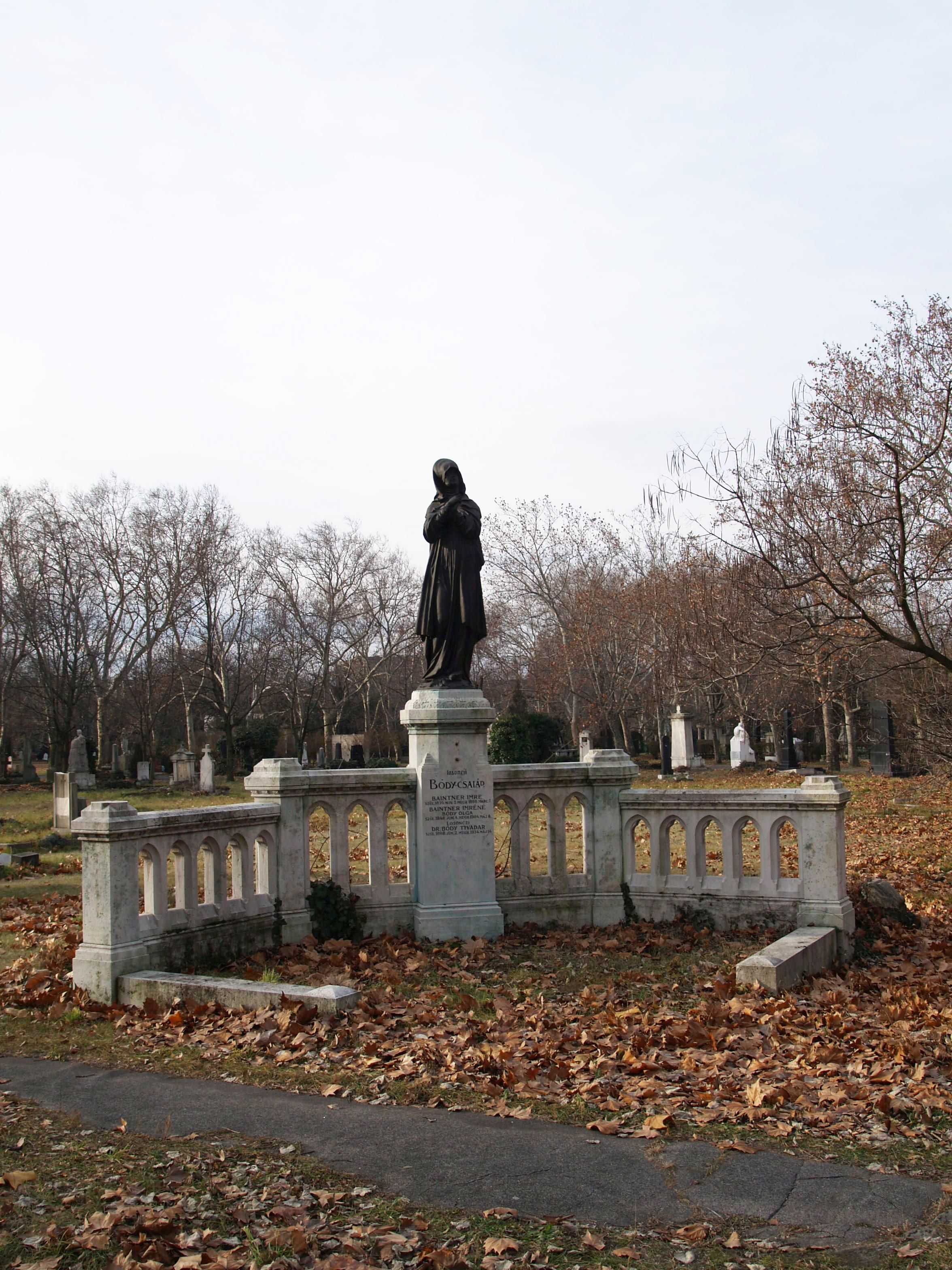
Sírja a Fiumei úti sírkertben (20-1-29). Alkotó: Foerk Ernő és Seenger műhely.